# Club Deportivo Alcalá
El Club Deportivo Alcalá es un club de fútbol de España, de la ciudad de Alcalá de Guadaíra en Sevilla. Fue fundado en 1945 y juega en el División de Honor grupo 1.
Debutó en la Segunda División B de España la temporada 2004-05 estando 5 temporadas en esta, 4 de ellas consecutivas.

## Uniforme
- Uniforme titular: Camiseta blanca, pantalón azul y medias blancas.
- Uniforme alternativo: Camiseta azul,pantalón azul y medias azules.

## Estadio
El CD Alcalá jugaba sus partidos como local en el Estadio Francisco Bono, inaugurado el 12 de septiembre de 1965. Tenía capacidad para 3500 espectadores y el terreno de juego unas dimensiones de 101x66 m.
Actualmente juega en el Nuevo Estadio Ciudad de Alcalá, inaugurado el 8 de mayo de 2011. Posee una menor capacidad, unos 2800 espectadores aunque mejores calidades y un campo de césped artificial en buenas condiciones. Sus instalaciones, salvo esto último, son aptas para competir en la Segunda División.
En la temporada 2010-11, el C.D.Alcalá jugó sus partidos como local en el Estadio Municipal de San Sebastián, en la localidad vecina de El Viso del Alcor con una capacidad de 1000 espectadores debido a la demolición del Francisco Bono y la construcción del nuevo estadio. El hecho de trasladarse mermó la asistencia considerablemente. Esta fue la última temporada en la que el club estuvo en 2.ºB.

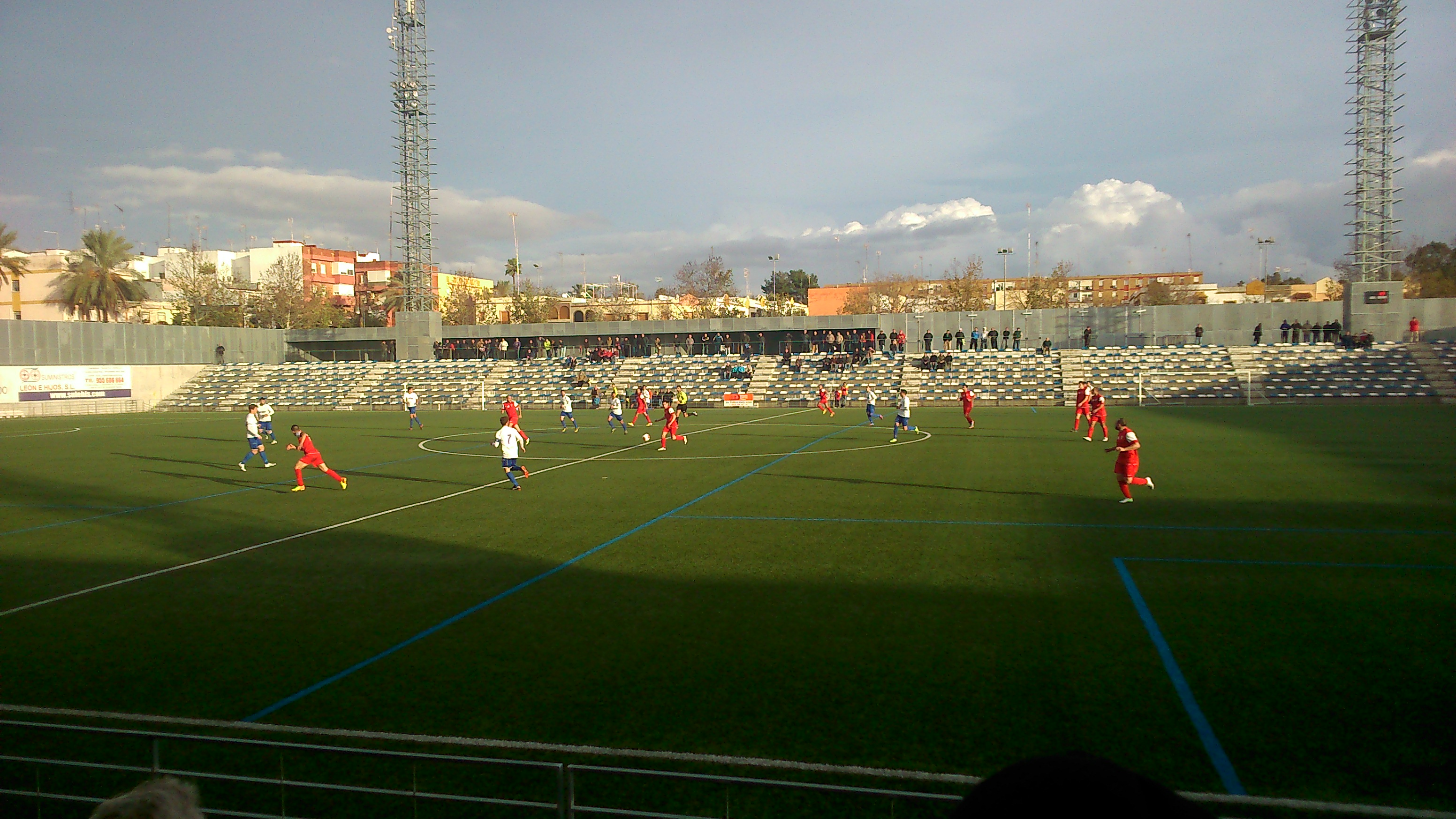
C.D. Alcalá- A.D. Ceuta, temporada 2013-2014.

## Datos del club
- Temporadas en Primera División: 0.
- Temporadas en Segunda División: 0.
- Temporadas en Segunda División B: 5.
- Temporadas en Tercera División: 18.
- Campeón de Tercera División: 2.
- Play-Offs de ascenso a Segunda División B: 5.
- Mejor puesto en liga: 8.º (Segunda División B, temporada 2005-06).

## Palmarés

### Trofeos oficiales
- Copa RFEF (Fase Autonómica Andalucía Occidental y Ceuta): (1) 2013-14

## Copa del Rey y Copa RFEF
La primera toma de contacto del club en un torneo nacional fue en la Copa del Generalísimo. En la temporada 1969-70 participó junto a muchos otros equipos modestos. Su andadura fue efímera pero productiva. Eliminó al Aviaco madrileño en la primera ronda, cayendo en la siguiente ronda ante un buen Orihuela Deportiva, conjunto que había estado en Segunda División y que desapareció en la década de los 90.
El conjunto panadero no volvió a participar en la renombrada Copa del Rey hasta la temporada 2004-05, después de ser campeón en tercera división la temporada anterior. Ese año el formato cambió, jugando una fase previa contra el Quintanar del Rey empatando a 1 en tierras conquenses y ganando con solvencia en la vuelta con un 3-0. La siguiente ronda, los 1/32 de final a partido único depararían un partido histórico para la entidad con un rival de altura: el Real Betis Balompié. Debido a la numerosa afición del club verdiblanco, se establecieron gradas supletorias llegando a los 6.000 espectadores. Tras una tarde de lluvia intensa, los dos conjuntos se midieron y no lograron ver premio en los primeros 90 minutos ni en el tiempo de prórroga pese a lo intensa que fue esta. Al final, el conjunto visitante se llevó el pase de ronda con un 2-4 en los penaltis. Un conjunto que posteriormente, ganaría el trofeo y se clasificaría a la máxima competición europea.
La segunda y última temporada que el C.D. Alcalá jugó la copa fue en la 2010-11 también tras ser campeón en tercera. En la primera ronda ganó en tierras albaceteñas al campeón de la tercera manchega, La Roda por 1-2 . En la siguiente ronda, el conjunto alcalareño cayó en la prórroga por 1-3 (tras un 1-1 inicial) ante el histórico UE Sant Andreu.
Una temporada antes, en la 2009-10 el Alcalá disputó por primera vez en su historia la Copa Real Federación Española de Fútbol. Entró directamente en los dieciseisavos de final enfrentándose al vigente campeón, el Real Jaén, perdiendo 1-0 en la ida y ganando con el mismo resultado en la vuelta. El pase se decidió tras una remontada en la tanda de penaltis pasando de un 0-2 a un 3-2 definitivo. En Octavos, volvió a tocar un rival de peso como es el Lorca Deportiva empatando a 1 en Alcalá pero sucumbiendo en el Artés Carrasco por 4-0.
Dos ediciones después, en la 2011-12 volvería a participar, otra vez omitiendo fases previas. En Dieciseisavos el rival fue un viejo conocido, el conjunto extremeño del Jerez de los Caballeros ganando 2-1 y empatando a 0 en la vuelta asegurando el pase. En la siguiente ronda, volvería a tocar un rival cercano, en este caso el Comarca de Níjar volviéndose a jugar la ida en Alcalá, ganando 1-0 y empatando a 1 en la vuelta. El Alcalá estaba en cuartos de final, pero fue apeado ante el Ceuta por 2-3 en la ida y volviendo a caer en tierra ceutí, en este caso por 3-1.
En la última andadura del club por este trofeo, en la 2013-14 tuvo que disputar dos fases previas ante rivales de su misma categoría y provincia, primero el Coria con un 2-0 y un 0-0, y ante el CD Cabecense ganando por un holgado 6-1 y un 1-1 en la vuelta. En Dieciseisavos, el rival fue el clasificado por Extremadura, el Atlético San José Promesas. Un gol de Gonzalo en la ida disputada en casa fue el único tanto de la eliminatoria. En Octavos, un rival de superior categoría sería el siguiente escollo, CD El Palo. Un 0-0 en Alcalá dejó la eliminatoria abierta pero se dio por bueno tras el 1-1 de la vuelta. El Alcalá volvía a los Cuartos y se las veía con un rival histórico como el Ourense. El gran juego en tierras sevillanas se transformó en un esperanzador 3-1 que se diluyó en Galicia en un terreno prácticamente impracticable con un 6-1 en contra y zanjando el último partido hasta la fecha del conjunto panadero en la copa. En esa misma edición, el conjunto orensano se proclamó campeón del torneo.